# Elizabeth Parker, 4. Baroness Monteagle
Elizabeth Parker, 4. Baroness Monteagle (geb. Stanley, * 1558; † 1585) war eine englische Adlige.
Sie war die einzige überlebende Tochter des William Stanley, 3. Baron Monteagle aus dessen erster Ehe mit Anne Leybourne. Da sie keine Brüder hatte, erbte sie beim Tod ihres Vaters 1581 suo iure dessen Titel als 4. Baroness Monteagle.
Sie heiratete Edward Parker, 12. Baron Morley, mit dem sie sechs Kinder hatte:
- William Parker, 13. Baron Morley, 5. Baron Monteagle (1575–1622)
- Frances Parker, ⚭ Christopher Danby
- Henry Parker
- Charles Parker
- Mary Parker, ⚭ Thomas Abington
- Elizabeth Parker, ⚭ Sir Alexander Barlow

Ihr ältester Sohn William beerbte 1585 sie 1585 als 5. Baron Monteagle und 1618 auch seinen Vater als 13. Baron Morley.